# Pierre Laurent (Schauspieler)
Pierre Laurent (* 1. Januar 1956 in Nancy, Département Meurthe-et-Moselle) ist ein französischer Schauspieler und Synchronsprecher.

## Leben und Wirken
Pierre Laurent wuchs in Paris auf, wo er auch seine Schauspielausbildung absolvierte. Er tritt seither als Schauspieler in Filmen und Fernsehserien auf. Gelegentlich ist er auch am Theater aktiv.
Einen großen Bekanntheitsgrad erlangte Laurent in Frankreich vor allem als Synchronsprecher. Seit 1996 ist er die französische Stimme der Figuren Ned Flanders, Barney Gumble, Waylon Smithers, Reverend Lovejoy, Carl Carlson, Apu Nahasapeemapetilon und des Polizisten Lou in der Zeichentrickserie Die Simpsons. Er lieh den Figuren auch in Die Simpsons – Der Film seine Stimme. Daneben synchronisiert Laurent auch zahlreiche Animationsfilme und Serien.
Pierre Laurent hat aus der Ehe mit einer Ballett-Lehrerin einen Sohn und eine Tochter, die Schauspielerin Mélanie Laurent.